# 8722 Шірра
8722 Шірра (8722 Schirra) — астероїд головного поясу, відкритий 19 серпня 1996 року.
Тіссеранів параметр щодо Юпітера — 3,466.